# Sutești (Vâlcea)
Suteşti é uma comuna romena localizada no distrito de Vâlcea, na região de Oltênia. A comuna possui uma área de 24.91 km² e sua população era de 2211 habitantes segundo o censo de 2007.